# ECPAT Sverige
ECPAT Sverige är en svensk ideell förening  som arbetar mot alla former av sexuell exploatering av barn; dokumenterade sexuella övergrepp på barn, personer som reser i syfte att exploatera barn sexuellt och människohandel med barn för sexuella ändamål. ECPAT Sverige är en del av ECPAT Internationals globala ECPAT-nätverk.

## ECPAT Sverige bildas
ECPAT Sverige tog initiativ till den första världskongressen mot kommersiell sexuell exploatering av barn som hölls i Stockholm i augusti 1996. Representanter för 122 av världens regeringar, FN-organ och närmare 100 frivilligorganisationer samt experter inom olika områden deltog. I samband med kongressen bildades ECPAT Sverige som en ideell förening den 6 september 1996. ECPAT Sverige är självständig medlem i ECPAT Internationals globala nätverk. Det finns starka skäl till att ECPAT Sverige behövs. Sverige är ett av de industrialiserade länder som medverkar till att skapa en efterfrågan på sex med barn. Svenskar konsumerar dokumenterade sexuella övergrepp på barn (det som i lagstiftningen kallas barnpornografi) och köper sex av barn både i Sverige och på andra håll i världen. Som all handel styrs försäljningen av barn i sexuellt syfte av utbud och efterfrågan.

## Organisationens arbete
ECPAT Sverige arbetar för att sexuella övergrepp mot barn ska stoppas innan de begås. Genom förebyggande arbete slår de mot den efterfrågan och lönsamhet som driver handeln med barn framåt. ECPAT är en påverkansorganisation som arbetar mot dem som har makt att förändra, för att öka kunskapen om sexuell exploatering av barn och för att medvetandegöra och försvåra handeln med barn. De arbetar också med samarbeten och koalitioner med näringslivet som kan försvåra handeln med barn. De driver dessutom ECPAT Hotline dit allmänheten anonymt kan anmäla misstänkt sexuell exploatering av barn.

### Uppförandekod mot barnsexturism
Uppförandekoden, The Code, togs fram av ECPAT Sverige men drivs nu som en separat organisation som jobbar internationellt mot sexuell exploatering av barn inom resor och turism - och vad som brukar kallas resande förövare. Uppförandekoden innebär bland annat att reseföretaget ska utbilda samtlig personal om sexuell exploatering av barn, informera sina resenärer, ha en klausul i sina hotellkontrakt om att hotellen måste motverka sexuell exploatering av barn och också att informera lokala samarbetspartners om problemet, som till exempel utflyktsarrangörer eller taxibolag. Koden tillämpas idag av över 1 000 reseföretag över hela världen.

### Finanskoalitionen mot barnsexhandel
Finanskoalitionen mot barnpornografi startades på initiativ från ECPAT och arbetar tillsammans med Rikskriminalpolisen för att motverka betalningar till Internetsidor med sexuella övergreppsbilder på barn. Tack vare koalitionen är det idag praktiskt taget omöjligt i Sverige att betala med kort för dokumenterade sexuella övergrepp på barn på Internet. 2015 bytte koalitionen namn till Finanskoalitionen mot barnsexhandel för att bredda sitt mandat.

### Opinion- och påverkansarbete
2015 drev ECPAT påverkanskampanjen Triggeruppmaningen för att uppmärksamma att utbildningen om barnets rättigheter och sexuell exploatering brister på Sveriges juristutbildningar. En del i kampanjen var att samla in namnunderskrifter från allmänheten för att göra denna utbildning obligatorisk. 5005 personer skrev under och listan lämnades över till Helene Hellmark Knutsson, minister för högre utbildning och forskning, tillsammans med ett underlag ECPAT tagit fram tillsammans med European Law Students' Association som visar på att kunskapen om barnets rättigheter Sveriges blivande jurister får idag är bristande.
Under hösten 2014 lanserade ECPAT Sverige sin valkampanj #sopigstraffskala som uppmanade allmänheten att sätta press på politiker att ta bort böter i straffskalan för sexualbrott mot barn. Kampanjen frontades av två filmer med Joel Kinnaman och Noomi Rapace.  Kampanjen blev en av de mest delade på nätet i Sverige och uppmärksammades av dåvarande justitieminister Beatrice Ask.
Dokumentärfilmen När ingen ser är en film om sexuell exploatering av barn, regisserad av Ulla Lemberg och David Herdies som lanserades hösten 2013. Filmen är producerad av Momento Film och går att se gratis online. Lanseringen var en del av organisationens påverkansarbete att få politiker att våga se problemet med sexuell exploatering av barn.
ECPAT driver också påverkansarbete direkt riktat mot politiker och makthavare.

### ECPAT Hotline
ECPAT Hotline är en webbaserad hotline dit man anonymt kan rapportera misstankar om dokumenterade sexuella övergrepp på barn, barn som misstänks utsättas för sexuella övergrepp inom turism, grooming eller trafficking. ECPAT utreder inga brott utan går igenom anmälningarna och vidarebefordrar relevanta tips till polisen. ECPAT Hotline är sedan 2014 medlemmar i det internationella hotline-nätverket Inhope. Våren 2016 släpptes ECPAT Hotlines årsrapport för 2015, om sexualbrott mot barn på nätet. Statistiken visar att den sexuella exploateringen av barn online ökar, att skyddet i barnpornografilagstiftningen är svagt och att anonymiserings- och krypteringstjänster gör det svårare att komma åt förövare. Men den visar också att ECPAT Hotlines arbete utvecklas och att fler viktiga tips når svensk polis.

### Blockering av sidor med övergreppsmaterial
Organisationen tog 2005 initiativ till blockering av, som de själva säger, kommersiella barnpornografiska webbsidor i samarbete med rikskriminalpolisens barnpornografigrupp och många stora Internetleverantörer. Listan är känd som Rikspolisstyrelsens spärrlista eller kort och gott "Spärrlistan". Enligt Rikskriminalpolisen stoppas 30 000–50 000 försök varje dygn att nå blockerade webbsidor. Listans innehåll är hemligt och det kan inte avgöras på ett lätt sätt om det endast är barnpornografi som blockeras. Se mer under kritik. Idag drivs arbetet helt av polisen i samarbete med internetleverantörerna.

## Ambassadörer
Som Generalsekreterare rekryterade Anders L. Pettersson två ambassadörer. I december 2015 offentliggjordes skådespelaren Noomi Rapace som ny ambassadör för organisationen och gjorde skådespelaren Joel Kinnaman sällskap som varit ambassadör sedan hösten 2014. Kinnaman och Rapace medverkade båda i den uppmärksammade påverkanskampanjen #sopigstraffskala hösten 2014. De båda skådespelarna avslutade sina ambassadörskap en tid efter att Pettersson lämnat ECPAT.
Sedan tidigare är Kjell Bergqvist och Åsa Jinder ambassadörer för ECPAT Sverige.

## Ordförande historiskt, ECPAT Sverige
- –2007-04-25 Christian Diesen
- 2007-04-25 – 2009-04-21 Thomas Bodström
- 2009-04-21 – 2010-04-28 Pierre Schori
- 2010-04-28 – 2014-04-24 Lars Arrhenius
- 2014-04-24 – 2017-05-02 Inger Davidson
- 2017-05-02 – Kent Persson
- 2021-05 – Emma Henriksson

## Generalsekreterare
Generalsekreterare för ECPAT Sverige är sedan hösten 2018 Anna Karin Hildingson Boqvist. Hon har arbetat 16 år på Barnombudsmannen och var där tillförordnad Barnombudsman och myndighetschef innan hon tillträdde som generalsekreterare på ECPAT Sverige. Hon efterträdde Anders L. Pettersson. som var generalsekreterare 2013–2018. Under Petterssons ledning skapades också den framgångsrika kampanjen #sopigstraffskala , en kampanj som åter väckte frågan om barnsexhandel hos den breda allmänheten, och som sedan 2014 bidragit till förändringar i den svenska lagstiftningen rörande barnsexhandel och övergreppsmaterial på barn. Under 2016 planerade och genomfördes även under Petterssons ledning Nordiskt Forum tillsammans med den svenska regeringen.  Pettersson efterträdde Helena Karlén som var en av grundarna till ECPAT International 1990, det var även hon som grundade ECPAT Sverige 1996. Under hennes ledning var ECPAT varit en drivande kraft bakom flera viktiga framgångar för barns rättigheter i Sverige och utomlands. Till dessa hör den första världskongressen mot kommersiell sexuell exploatering av barn i Stockholm 1996, och det innehavsförbud mot dokumenterade sexuella övergrepp på barn som infördes 1999 och som krävde en grundlagsändring.

## Kritik mot ECPAT
Ett vanligt missförstånd är att ECPAT "sköter" eller "tillhandahåller" Rikspolisstyrelsens spärrlista som används av internetleverantörer för blockera barnpornografiska webbsidor, vilket är fel. Spärrlistan, som är sekretessbelagd, tillhandahålls av just Rikskriminalpolisen. Kritik har riktats mot spärrlistan för att den ska innehålla webbadresser som inte är klassade som barnpornografi. Det förekommer också godtycke på vad som läggs in på listan. Ett exempel är den ryska modellen Sandra där en domän är spärrad men flera andra som har samma eller liknande innehåll inte är det. Sandra har heller aldrig visat sig naken eller på något annat sätt poserat i sexuella sammanhang. Deras krav på strikt artonårsgräns och konsumtionsförbud skulle kriminalisera ungdomar som tar bilder av sina partner eller använder webbkamera och användandet av flera utländska fotosajter som följer lokal lagstiftning med lägre gränser.
ECPAT påstås av IT-debattören Oscar Swartz vara en utbrytarorganisation från ECTWT (Ecumenical Coalition against Third-World Tourism), som han menar är en kristen organisation som generellt motsätter sig bland annat globalisering, modernisering och turism från rika länder till fattigare. Enligt ECTWT:s webbplats är ECTWT en sammanslutning av 70 organisationer, varav några är kristna medan andra är sekulära, och syftet är att motverka rika länders exploatering av fattiga länder, vilket 1990 ledde till att ECPAT bildades inte som en utbrytargrupp utan för att specifikt motverka sexturism. Enligt ECPAT Internationals webbplats var ECTWT snarare en av flera grupper som under 1980-talet uppmärksammade problemet med sexuell exploatering av barn. ECPAT bildades som resultatet av en ökande medvetenhet om problemet, och inte som någon slags "utbrytarorganisation".